# アンドレス・フローレス
アンドレス・フローレス（Andrés Flores、1990年8月31日 - ）は、エルサルバドル出身の同国代表サッカー選手。ポジションはFW。

## クラブ経歴
CAリーベル・プレートの下部組織を経て、2009年にA.D.イシドロ・メタパンでプロデビュー。
2012年1月29日、デンマークのヴィボーFFにレンタル移籍。
2014年7月18日、北米サッカーリーグのニューヨーク・コスモスに加入。
2018年1月、メジャーリーグサッカーのポートランド・ティンバーズに移籍。
2022年2月23日、31歳でプロサッカー選手を引退することを発表した。

## 代表歴
U-15エルサルバドル代表でプレーして以来、年代別代表チームの中心を担ってきた。
2008年、フル代表のカルロス・デ・ロス・コボス監督は、フル代表チームとトレーニングするためにフローレスを招集した。2008年3月のトリニダード・トバゴ代表との親善試合でフル代表デビューしたが、2008年5月から代表から一時遠ざかった。2010年9月のホンジュラス代表との親善試合で再招集された。
2014年のコパ・セントロアメリカーナでは代表キャプテンに指名された。フローレスは4試合に先発し、チームを4位フィニッシュに導いた。

## 人物
2018年8月にアメリカ合衆国の市民権を取得した。

## タイトル

### クラブ
A.D.イシドロ・メタパン
- プリメーラ・ディビシオン (4): Clausura 2009, Clausura 2010, Apertura 2010, Apertura 2011

ニューヨーク・コスモス
- サッカー・ボウル (2): 2015, 2016